# Arvorezinha
Arvorezinha é um município brasileiro do estado do Rio Grande do Sul. O nome faz menção à figueira (nome do distrito antes da emancipação) que estava localizada ao lado da igreja matriz de Arvorezinha.
Os resultados conquistados nas áreas da educação, turismo e cultura foram os responsáveis pelo título recebido em 2008 de "Capital da Cultura do Vale do Taquari".

## História
Arvorezinha teve como primeiro habitante Lino Figueira, que se estabeleceu na região por volta de 1900.
Grande parte de sua população é descendente de imigrantes italianos advindos das cidades de Antônio Prado, Veranópolis, Bento Gonçalves, Caxias do Sul e Garibaldi, que começaram a se estabelecer na região no início do século XX.
Antes da emancipação, em 16 de fevereiro de 1959, o território do atual município pertenceu a Taquari e, depois, a Encantado.

## Geografia
Localiza-se a uma latitude 28º52'20" sul e a uma longitude 52º10'31" oeste, estando a uma altitude de +600 metros.
Possui uma área de 278,38 km² e sua população estimada em 2010 era de 10.229 habitantes.

### Clima
Apresenta clima subtropical ameno e seco, com geadas frequentes de junho a julho.

## Cultura
A cultura de Arvorezinha deve muito a colonização italiana, tanto na gastronomia como no folclore e religião. O dialeto vêneto é presente no dia a dia dos cidadãos.
Os casarões em estilo italiano também identificam a descendência da população.
O município de Arvorezinha possui Pacto de Amizade, assinado em 2018, com o município italiano de "Alpago", da Província de Belluno, Região do Vêneto, Itália.

## Economia
Na economia tem destaque a agricultura (erva-mate, milho, soja, feijão, fumo) e a pecuária (bovinos, suínos e aves).
O município de Arvorezinha é um dos maiores produtores de erva-mate do Brasil, com distribuição em todo o Rio Grande do Sul e exportação para outros estados do país.

## Turismo
A erva-mate também é responsável pelo maior evento festivo do município, a Festa Nacional da Erva-Mate (Femate), esta que é realizada a cada dois anos.
Eventos como o Natal no Morro, Festival de Vinhos e Queijos e Festival do Chopp, os mais tradicionais, divulgam a cidade em todo o estado.